# فريدريش شولتس
فريدريش شولتس (بالألمانية: Friedrich Schulz)‏ (و. 1897 – 1976 م) هو ضابط ألماني، توفي في فرويدنشتات، عن عمر يناهز 79 عاماً.

## الخدمة العسكرية
خدم في جيش.

## القيادات
تولى قيادة:
- الجيش السابع عشر.

## جوائز
حصل على جوائز منها:
- صليب الشرف في الحرب العالمية الأولي 1914/1918
- Knight's Cross of the Iron Cross with Oak Leaves and Swords  [لغات أخرى]‏